# Rojko
Rojko je priimek več znanih Slovencev:
- Blaž Rojko (*1965), skladatelj in pedagog
- Dejan Rojko, strojnik, inovator (izumitelj)
- Franc Rojko, predavatelj Zdravstvene fakultete, zobotehnik? (drug=odvetnik)
- Gašper Rojko (1744—1819), rimskokatoliški duhovnik, zgodovinar in prostozidar
- Katarina Rojko, ekonomistka/informatičarka?, prof. Univ. v Novem mestu
- Martin Rojko (*1924), kartograf
- Neža Rojko, univ. predavateljica angleščine
- Nuška Drašček Rojko (*1980), pevka zabavne in resne glasbe
- Tomaž Rojko, pevec (Perpetuum jazzile), publicist (=?) ...
- Uroš Rojko (*1954), klarinetist in skladatelj, izredni član SAZU